# Lunda Bululu
Vincent de Paul Lunda Bululu (* 1942) ist ein kongolesischer Politiker. Er war von 1990 bis 1991 Premierminister von Zaire, der heutigen Demokratischen Republik Kongo.

## Leben
Er stammt aus Katanga und ist Professor der Rechtswissenschaften.
Am 4. Mai 1990 wurde er Premierminister einer Übergangsregierung, als der seit 1965 autoritär regierende Präsident Mobutu Sese Seko den bisherigen Regierungschef Kengo Wa Dondo ein zweites Mal entlassen hatte. Im Zuge einer allgemeinen Demokratisierung der afrikanischen Staaten sah sich der Präsident gezwungen weitere Parteien neben der bisherigen Einheitspartei Mouvement Populaire de la Révolution (MPR) zuzulassen. Bululu gehörte ebenfalls der Bululu an, zuvor war er Mobutus Berater in juristischen Fragen gewesen. Bululu veröffentlichte später ein Buch über seine Amtszeit. Seine Amtszeit endete am 1. April 1991. Von 1994 bis 1995 war er Außenminister während der dritten und letzten Amtszeit Kengo Wa Dondos.
Nach Mobutus Sturz im Mai 1997 gehörte er 1998 der von Ruanda und Uganda unterstützten Rebellengruppe Rassemblement Congolais pour la Démocratie an, die im Osten des Kongo gegen Mobutus Nachfolger Laurent-Désiré Kabila kämpfte. Nach Konflikten innerhalb der Bewegung verlor er 1999 seine führende Position und ging für eine Weile nach Belgien. Später schloss er sich der Partei Mouvement de libération du Congo (MLC) an. Ende 2004 gründete er eine eigene Partei mit dem Namen Rassemblement des socialistes féderalistes (RSF). Eine im Februar 2005 veröffentlichte Meinungsumfrage bezifferte seine Anhängerschaft auf 1,5 %.

## Werke
- Le conclusion des traités en droit constitutionnel zaïrois. Bruylant 1984.
- Conduire la première transition au Congo-Zaïre. L’Harmattan 2003. ISBN 2-7475-4850-3